# Charles de La Boische
 (décembre 2011).
Pour les articles homonymes, voir Beauharnois.
Charles de la Boische, marquis de Beauharnois, est baptisé le 12 octobre 1671 au château de La Saussaye (ou Chaussaye) à Chilleurs-aux-Bois près d'Orléans et meurt à Paris le 12 juillet 1749. Officier de marine, il devient et administrateur colonial français  en tant que gouverneur général de la Nouvelle-France de 1726 à 1746.  En reconnaissance de ses longs états de service, il fut nommé Lieutenant général des armées navales en 1748.
De nombreuses voies de communication du Québec sont nommées Beauharnois en son honneur, ainsi que plusieurs localités ou divisions administratives. Par exemple, on retrouve la ville de Beauharnois, la MRC de Beauharnois-Salaberry ainsi que la circonscription provinciale de Beauharnois.

## Biographie

### Origines et famille
Charles de la Boische, marquis de Beauharnois descend de la famille de Beauharnois (ou Beauharnais), une maison de la noblesse française originaire du duché de Bretagne, et établis à la fin du XIVe siècle à Orléans. Il est le fils cadet de François IV de Beauharnais, seigneur de La Boische et de La Chaussée, et de sa femme Marguerite Pyvart de Chastullé, et le petit-fils de Jean de Beauharnais (1606-1661), maître d'Hôtel ordinaire du roi, et de sa femme Marie Mallet. Son frère François de Beauharnois de la Chaussaye, est intendant de la Nouvelle-France entre 1702 et 1705. Sa sœur, Jeanne-Élisabeth, a épousé Michel Bégon de la Picardière, lui aussi intendant, de 1710 à 1726. 

### Carrière dans la Marine royale
Charles commence sa carrière militaire dans la Marine royale. Il passe vingt ans en mer à combattre la flotte anglaise pendant la guerre de la Ligue d'Augsbourg et la guerre de Succession d'Espagne. Il prend part entre autres à la bataille de la Hougue en 1692. En 1698, il accompagne Pierre Le Moyne d'Iberville, dont l'expédition tente de redécouvrir l'embouchure du Mississippi. En 1707, c'est lui qui commande le vaisseau corsaire L'Achille, qui prend feu alors qu'il attaque un convoi britannique au large du cap Lizard. À son retour en France, il est reçu en héros. Il reçoit un brevet de Capitaine de vaisseau en 1708. 
En août 1716, alors qu'il a près de 45 ans, il épouse Renée Pays de Bourjolly, une riche veuve, et devient ainsi maître d'une belle fortune dont les revenus les plus importants viennent d'une plantation de canne à sucre à Saint-Domingue. Ce mariage, d'intérêt plus que d'amour, ne sera pas heureux puisque Renée Pays de Bourjolly engage une procédure de séparation dès 1721, procédure qui durera d'ailleurs des années puisque Beauharnois tentera de faire traîner les choses en longueur. Il est fait chevalier de l’ordre de Saint-Louis en 1718.

### La défense de la colonie
Lorsque le gouverneur de la Nouvelle-France, Philippe de Rigaud de Vaudreuil décède, en octobre 1725, Beauharnois sollicite le poste pour lui-même. Le ministre de la Marine, Maurepas, accepte de le lui donner. Il est le premier officier de marine à accéder à cette fonction.
Beauharnois arrive à Québec dans un contexte de “guerre froide”. Bien qu'il n'y ait pas de véritable guerre entre Français et Britanniques, la Nouvelle-France et les colonies britanniques se disputent le commerce de traite et les alliances indiennes rêvent d'une prochaine revanche.
Les Britanniques sont en possession de l'Acadie depuis 1713 et tentent de faire entrer les Abénakis, à cheval entre les deux colonies, dans leur réseau d'alliances. Par négociation, Beauharnois réussit à les garder de son côté. 
Plus à l'ouest, les Iroquois pratiquent une politique d'équilibre entre les deux rivaux. Ils acceptent que les Britanniques construisent le fort Oswego, sur les bords du lac Ontario, faisant ainsi concurrence aux forts français Niagara et Frontenac. De son côté, Beauharnois interdit aux Français qui y seraient tentés d'aller vendre leurs fourrures au fort Oswego.
Il fait également construire le fort Saint-Frédéric (Crown Point) aux sources du lac Champlain, afin d'empêcher les Britanniques de s'y établir.

### L'extermination des Renards
La politique la plus contestable du gouverneur Beauharnois est celle concernant les relations avec les Renards ou Mesquakies, une nation autochtone située aux abords de la rivière aux Renards, entre le lac Supérieur et le lac Michigan. Dès le début, il éprouve de la rancœur contre eux, alors qu'ils attaquent à répétition les Illinois, une tribu alliée. En mai 1712, le Fort Pontchartrain du Détroit fut attaqué par 1000 Renards, Sauks et Mascoutins. En 1728, il envoie une troupe commandée par Constant de Lignery pour les soumettre. L'expédition est un échec total à cause du commandant qui l'a transformée en expédition de traite pour ses fins personnelles.
En 1730, Beauharnois envoie une nouvelle troupe de 1 400 hommes dans la région. Cette fois, ils attaquent les Renards alors que ceux-ci tentaient de se réfugier chez les Tsonnontouans. Plusieurs centaines d'autochtones sont tués, les autres sont emmenés comme esclaves. 
En 1733, le principal chef des Renards Kiala tente de négocier une paix avec Beauharnois. Le gouverneur s'en empare et l'envoie à la Martinique comme esclave. Les derniers Renards restants, qui ne sont pas exterminés, vont se réfugier chez les tribus voisines, les Sioux entre autres. 
Cette politique d'extermination ébranle l'alliance avec les autochtones de la région. Ainsi, le problème que les Français avaient avec les Renards est transféré chez les Sioux qui empêchent une alliance française avec les Cris et les Sauteux avec qui l'explorateur La Vérendrye avait noué des contacts lors de son voyage vers les Montagnes Rocheuses. Beauharnois est finalement obligé de laisser tomber les Cris pour signer une paix précaire avec les Sioux en 1743.

### Relations avec les intendants
Les relations de Beauharnois avec les intendants ne sont pas très cordiales. Le premier à qui il a affaire est Claude-Thomas Dupuy, qui se querelle avec lui pour des questions de préséance. Les deux hommes deviennent tellement hostiles l'un envers l'autre que Maurepas est obligé de s'en mêler. Dupuy est rappelé en 1728.
L'année suivante, arrive Gilles Hocquart. Avec lui, les relations sont moins tendues, bien que le nouvel intendant ait des principes et des buts parfois contraires à ceux du gouverneur. Il veut créer l'usine des Forges du Saint-Maurice à Trois-Rivières. Il veut également construire une route entre Québec et Montréal. Ces projets font qu'il coupe dans le budget militaire, ce qui ne fait pas l'affaire de Beauharnois, qui appréhende toujours une guerre entre la France et la Grande-Bretagne.

### Menaces de guerre
En 1739, éclate la guerre hispano-britannique. Prévoyant une entrée à plus ou moins long terme de la France dans le conflit, Beauharnois fait augmenter les garnisons aux forts Saint-Frédéric, Niagara et Frontenac et ordonne la création de patrouilles le long des frontières. 
En 1744, la France et la Grande-Bretagne s'affrontent dans la guerre de Succession d'Autriche. Beauharnois lance quelques petites incursions contre les forts traiteurs britanniques de la région de l'Ohio. Il voudrait renforcer les fortifications de Québec en construisant un mur du côté exposé à une attaque par terre, mais les limites de son budget ne le lui permettent pas. Il fait tout de même installer une palissade le long de la rivière Saint-Charles et, en 1745, commence l'érection du mur projeté. Maurepas, averti, en ordonne aussitôt la cessation.
En 1746, Beauharnois a 76 ans. Maurepas, convaincu qu'un homme plus jeune doit diriger les opérations, le rappelle. En reconnaissance de ses longs états de service, il est nommé lieutenant-général des armées navales en janvier 1748. Il avait déjà été fait commandeur et grand-croix de l’ordre de Saint-Louis en 1732 et 1738, et avait été promu chef d’escadre le 1er mai 1741.
Il meurt trois ans plus tard le 12 juillet 1749. Il est inhumé dans la paroisse Saint-Sauveur, à Paris.